# Kneževac (Sjenica)
Kneževac (Servisch cyrillisch Кнежевац) is een plaats in de Servische gemeente Sjenica. De plaats telt 105 inwoners (2002).